# Tichon Jakowlewitsch Kisseljow
Tichon Jakowlewitsch Kisseljow (russisch Ти́хон Я́ковлевич Киселёв, belarussisch Ціхан Якаўлевіч Кісялёў; * 30. Julijul. / 12. August 1917greg. im Dorf Ogorodnja-Kusminitschskaja, heute im Rajon Dobrusch, Gomelskaja Oblast, Belarus; † 11. Januar 1983 in Minsk, Weißrussische Sozialistische Sowjetrepublik) war ein sowjetischer Funktionär und Politiker der Kommunistischen Partei der Sowjetunion (KPdSU), der unter anderem zwischen 1959 und 1978 Vorsitzender des Ministerrates der Weißrussischen Sozialistischen Sowjetrepublik, von 1978 bis 1980 stellvertretender Vorsitzender des Ministerrates der UdSSR sowie zuletzt zwischen 1980 und seinem Tod 1983 Erster Sekretär der KP der Weißrussischen SSR war.

## Leben
Kisseljow absolvierte 1936 ein Studium an der Lehrerschule in Retschyza und war danach zwischen 1936 und 1944 als Lehrer sowie zuletzt als Leiter einer Schule in Gomel tätig. 1940 wurde er Mitglied der Kommunistischen Partei der Sowjetunion (KPdSU) und begann 1941 zudem ein Fernstudium am Pädagogischen Institut in Gomel. Nachdem er 1944 Instrukteur im Parteikomitee der Gomelskaja Oblast war, absolvierte er zwischen 1944 und 1946 ein Studium an der Parteihochschule der KPdSU und war danach zwischen 1946 und 1948 Leiter der Schulungsabteilung des Parteikomitees der Brestskaja Oblast. Anschließend war er 1948 zunächst kurzzeitig stellvertretender Leiter und danach bis 1952 Leiter der ZK-Abteilung für Agitation und Propaganda der KP der Weißrussischen Sozialistischen Sowjetrepublik.
1952 wurde Kisseljow Erster Sekretär des Parteikomitees der Brestskaja Oblast und übte diese Funktion bis August 1955 aus. Zugleich wurde er am 23. September 1952 Mitglied des ZK der KP der Weißrussischen SSR, dem er bis zu seinem Tode am 11. Januar 1983 angehörte. Danach war er vom 29. Juli 1955 bis zum 28. Juli 1956 Sekretär des ZK sowie zwischen dem 29. Juli 1955 und dem 4. Dezember 1978 auch Mitglied des Präsidiums des ZK der Weißrussischen SSR. Nachdem er zwischen dem 28. Juli 1956 und dem 9. April 1955 Zweiter Sekretär des ZK der Weißrussischen SSR war, übernahm er am 9. April 1959 von Nikolai Efremowitsch Awchimowitsch das Amt als Vorsitzender des Ministerrates der Weißrussischen SSR und übte dieses bis zum 11. Dezember 1978 aus. Auf dem XXII. Parteitag der KPdSU (17. bis 31. Oktober 1961) wurde er zudem Mitglied des ZK der KPdSU gewählt und gehörte auch diesem Gremium bis zu seinem Tode am 11. Januar 1983 an.
Am 11. Dezember 1978 wurde Kisseljow als Vorsitzender des Ministerrates der Weißrussischen SSR durch Alexander Nikiforowitsch Aksjonow abgelöst. Er selbst hatte bereits zuvor am 5. Dezember 1978 das Amt eines stellvertretenden Vorsitzenden des Ministerrates der UdSSR übernommen und bekleidete dieses bis zum 23. Oktober 1980. Am 16. Oktober 1980 wurde er als Nachfolger des am 4. Oktober 1980 verstorbenen Pjotr Mironowitsch Mascherow schließlich Erster Sekretär der KP der Weißrussischen SSR und verblieb in dieser Funktion ebenfalls bis zu seinem Tod am 11. Januar 1983, woraufhin Nikolai Nikititsch Sljunkow am 13. Januar 1983 seine Nachfolge antrat. Ferner wurde er am 21. Oktober 1980 auch Kandidat des Politbüros des ZK der KPdSU und behielt auch diese Funktion bis zu seinem Tod.
Kisseljow wurde für seine Verdienste mehrfach ausgezeichnet und erhielt unter anderem anlässlich seines 60. Geburtstags den Titel Held der sozialistischen Arbeit. Des Weiteren wurde ihm fünf Mal der Leninorden sowie der Orden der Oktoberrevolution und das Ehrenzeichen der Sowjetunion verliehen.